# 가미이와나리촌
가미이와나리촌(일본어: 上岩成村)은 일본 히로시마현 후카야스군에 설치되었던 촌이다. 현재의 후쿠야마시에 해당한다.

## 역사
- 1889년 4월 1일 - 정촌제 시행에 의해 후카쓰군 가미이와나리촌이 단독으로 촌제를 시행해 발족하였다.
- 1898년 10월 1일 - 군의 통합에 의해 후카야스군에 소속되었다.
- 1938년 10월 1일 - 나카이와나리촌, 시모이와나리촌, 모리와키촌과 합병해 미유키촌이 신설하여 폐지되었다.

## 참고문헌
- 角川日本地名大辞典 34 広島県
- 『市町村名変遷辞典』東京堂出版、1990年。